# プロイセン議会

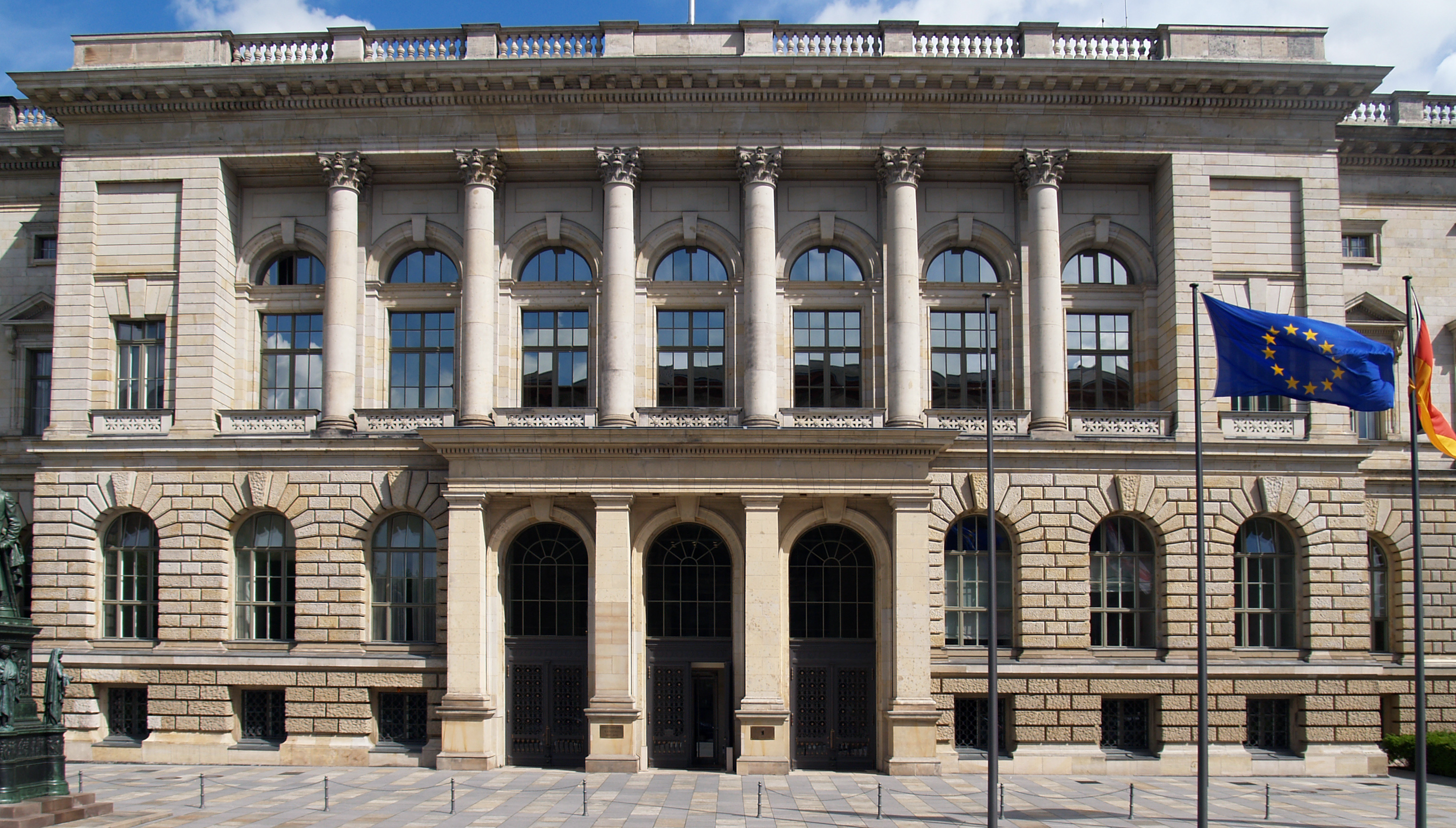
プロイセン衆議院とプロイセン州議会の議事堂(2006年。現ベルリン市議会議事堂)

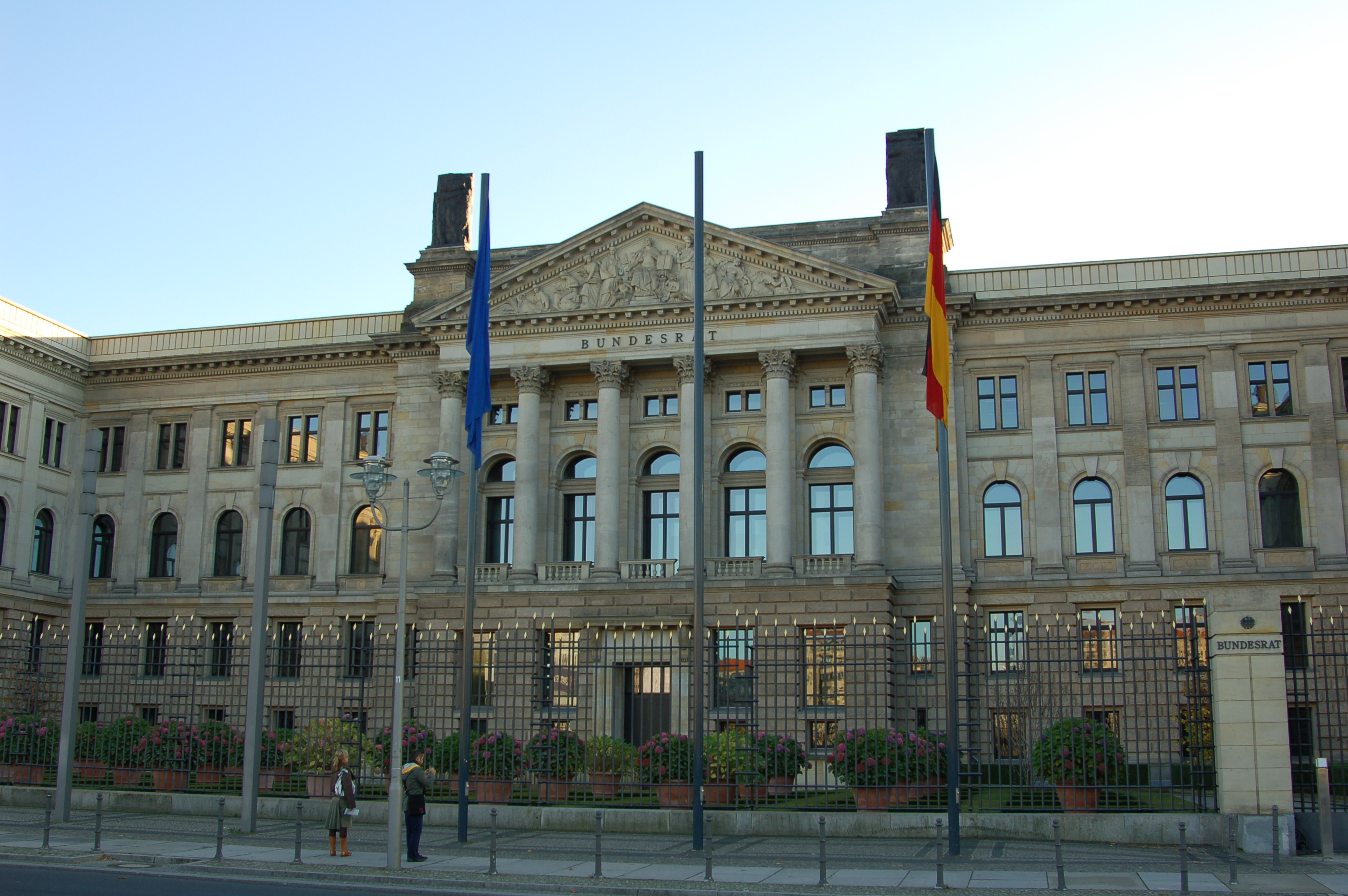
プロイセン貴族院とプロイセン州参議院の議事堂（2006年。現連邦参議院議事堂）

プロイセン議会（プロイセンぎかい、ドイツ語: Preußischer Landtag）は、プロイセン王国およびプロイセン州に存在した議会を指す。1848年の欽定憲法及び1850年の欽定憲法修正憲法により成立。プロイセン王国時代には25歳以上の男子国民を対象に三級選挙権制度による選挙で選出された議員から成る衆議院と、世襲議員・終身勅選議員から成る貴族院の二院制で構成された。ヴァイマル共和政下では1920年プロイセン憲法のもとに20歳以上男女州民による普通選挙で選出された議員から構成されるプロイセン議会が設置されたが、国家社会主義ドイツ労働者党(NSDAP、ナチス)が政権を獲得した後の1934年に他の邦議会とともに廃止された。

## プロイセン王国議会

### 1848/1850年欽定憲法による設立
1848年革命(3月革命)の中、プロイセン王国では国王フリードリヒ・ヴィルヘルム4世が自由主義勢力と妥協し、自由主義内閣を任命してプロイセン国民議会を設置させた。しかし1848年夏以降革命の機運は衰退へ向かい、11月には自由主義内閣は解任されて保守派内閣に戻り、革命弾圧が推し進められた。ベルリンは軍によって占領され、12月5日にはプロイセン国民議会も停会させられた。
同時に自由主義者の不満のガス抜きをする必要があると感じたフリードリヒ・ヴィルヘルム4世は、国民議会停会の日に自由主義的な条項を含む欽定憲法を制定した。その中で男子普通選挙によって選出された議員から構成される「第二院(Zweite Kammer)」と高額納税者の互選で選出された議員から構成される「第一院(Erste Kammer)」の二院制議会が定められた。他方、首相・官僚・軍隊の任免や統帥権は国王が握り、議会がそれに干渉することは許されないものとされた。それによって国王専制政治の本質を守る内容になっていた。

### 衆議院と貴族院への改組
1849年5月の緊急勅令と8月の議会における承認により、第二院の選挙制度は、普通選挙に代わって納税額に基づいて選挙権を三段階に分ける三級選挙権制度に変更された。またこの際に秘密選挙も廃されて公開選挙になったので政府や支配層が選挙民の投票を監視することが可能となった。男子三級選挙権制度と公開選挙制度は1918年に共和政になるまで約70年にわたって維持されることになった。
また高額納税者の互選で選出すると定められていた第一院についても1850年1月31日の議会で制定された欽定憲法修正憲法で変更が加えられ、世襲(旧ライヒ直属諸侯の家長、勅令により上院所属権を付与された家系の家長)、任命(終身勅任議員)、選挙(高額納税者の互選で選出された者、大都市自治機関によって選出された者)という三重構造に変更された。さらに1853年の憲法改正法で第一院の選挙制度は廃止されて、原則として世襲議員と終身勅任議員のみで構成される院となった。
1855年の法律により第一院は貴族院、第二院は衆議院に改名された。
貴族院は皇族、大貴族、小土地貴族、高級官僚、高級将校、聖職者により構成される極めて封建的な院となり、プロイセン立憲化推進の最大の障害物であり続けた。庶民院も当初は三級選挙法の下に保守派が優勢であったが、プロイセンの資本主義化による産業構造の変化で産業資本家と金融資本家の租税負担が増大した結果、1850年代末から1860年代半ばにかけてはブルジョワ自由主義者が台頭する院となった。そのためブルジョワ自由主義政党ドイツ進歩党と対立するプロイセン首相オットー・フォン・ビスマルクは、普通選挙論者だった社会主義者フェルディナント・ラッサールに接近を図って男子普通選挙法の欽定を匂わせ、進歩党を牽制した時期もあった。

### ドイツ統一後のプロイセン議会
ビスマルクによるドイツ統一事業で樹立された北ドイツ連邦やドイツ帝国には帝国議会(Reichstag)が設置されたが、帝国に加盟する各邦国の議会もそのまま存続した。帝国議会は男子普通選挙制度でその議員を選出することが定めていたが、プロイセン衆議院の三級選挙権制度が変更されることはなかった。
1860年代には「進歩的自由主義者の稜堡」と呼ばれたプロイセン衆議院もドイツ統一戦争成功後はすっかり空気が変わって保守派の永続的な支配の道具と化した。ドイツ保守党、自由保守党、国民自由党という親政府政党がプロイセン衆議院の過半数を維持し続け、ドイツ社会民主党がプロイセン政治に進出するのは極めて困難だった。
邦国代表から成る帝国上院連邦参議院においては最大の大邦プロイセンが絶大な影響力を持っており、帝国首相もプロイセン首相を兼務するのが通常だったのでプロイセン議会の帝国政治への影響力は大きかった。

## プロイセン州議会

### 制度と歴史
第一次世界大戦末のドイツ革命により、ドイツやプロイセンは共和政となった。1918年11月14日には中央政府と同様にプロイセン政府にも社民党と独立社民党が3人ずつ閣僚を出し合う仮政府「人民代表評議会（Volksbeauftragten）」が創設された。
プロイセン人民代表評議会は翌11月15日にも貴族院の廃止と衆議院の解散を宣言し、12月21日にはプロイセン憲法制定議会プロイセン会議(Preußische Landesversammlung)の選挙に関する条例を定め、衆議院時代の男子三級選挙制度は男女普通選挙に改正された。1919年1月26日に選挙が行われ、社民党と中央党と民主党の「ヴァイマル連合」が多数を占めた。この3党を中心に憲法審議が進められ、1920年11月30日にはプロイセン憲法が制定された。
同憲法により、プロイセン州議会(Preußischer Landtag)が設置された。その議員は、20歳以上の男女州民による普通選挙で選出される。任期は4年だが、過半数の議員の賛成、三頭会議(州首相、州議会議長、州参議院議長)の決議、もしくは国民投票の決議があると任期前でも解散される。
州議会に対する上院として県(Provinz)代表から構成されるプロイセン州参議院があるが、ここでは立法はできず、州議会に対して異議を申し立てることができるのみである（州議会の三分の二の賛成があるとこの異議は拒否される）。
州議会で州首相を選出すると定められており、1920年から1932年まで(1921年中にわずかな中断期がある)というヴァイマル共和政期の大半を社民党のオットー・ブラウンが州首相を務めた。社民党、中央党、民主党のヴァイマル連合がその与党となっていた。中央政府では社民党が政権から離脱してヴァイマル連合が崩れることもあったが、プロイセンではヴァイマル連合は維持され続けた。しかし1932年4月の州議会選挙では国家社会主義ドイツ労働者党(ナチス)が36.3%の得票と162議席を獲得して第一党になったため、ブラウン内閣は総辞職を余儀なくされた。しかしナチ党も過半数には達していなかったので議会は後継の州首相を指名できずブラウン内閣が暫定政権として続くことになった。
同年7月にはパーペン内閣が大統領緊急令を用いて州政府を解散させるクーデターを起こし、ブラウン政権を解体。パーペンが代理執行官に就任した。プロイセン憲法の定める議院内閣制は完全に無視されるに至った。さらにナチ党が政権を掌握したのちの1934年1月30日には「国家革新に関する法律」によりプロイセン議会を含む全ての邦議会が廃止され、各邦の持つ主権はドイツ国に移譲されることとなった。

### プロイセン州議会の選挙結果
| 選挙年             | 1919 | 1919 | 1921 | 1921 | 1924 | 1924 | 1928 | 1928 | 1932 | 1932 | 1933 | 1933 |
| ------------------ | ---- | ---- | ---- | ---- | ---- | ---- | ---- | ---- | ---- | ---- | ---- | ---- |
| 党名               | %    | 議席 | %    | 議席 | %    | 議席 | %    | 議席 | %    | 議席 | %    | 議席 |
| 社民党             | 36.4 | 145  | 25.9 | 109  | 24.9 | 114  | 29.0 | 137  | 21.2 | 94   | 16.6 | 80   |
| 中央党             | 22.3 | 94   | 17.9 | 76   | 17.6 | 81   | 15.2 | 71   | 15.3 | 67   | 14.1 | 68   |
| 民主党             | 16.2 | 65   | 5.9  | 26   | 5.9  | 27   | 4.4  | 21   | 1.5  | 2    | 0.7  | 3    |
| 国家人民党         | 11.2 | 48   | 18.0 | 76   | 23.7 | 109  | 17.4 | 82   | 6.9  | 31   | 8.9  | 43   |
| 独立社民党         | 7.4  | 24   | 6.4  | 27   |      |      |      |      |      |      |      |      |
| 人民党             | 5.7  | 23   | 14.0 | 59   | 9.8  | 45   | 8.5  | 40   | 1.5  | 7    | 1.0  | 3    |
| ハノーファー党     | 0.5  | 2    | 2.4  | 11   | 1.4  | 6    | 1.0  | 4    | 0.3  | 1    | 0.2  | 2    |
| SHBLD              | 0.4  | 1    |      |      |      |      |      |      |      |      |      |      |
| 共産党             |      |      | 7.5  | 31   | 9.6  | 44   | 11.9 | 56   | 12.3 | 57   | 13.2 | 63   |
| 経済党             |      |      | 1.2  | 4    | 2.4  | 11   | 4.5  | 21   |      |      |      |      |
| ポーランド         |      |      | 0.4  | 2    | 0.4  | 2    |      |      |      |      |      |      |
| ナチス             |      |      |      |      | 2.5  | 11   | 1.8  | 6    | 36.3 | 162  | 43.2 | 211  |
| 民族自由党         |      |      |      |      | 2.5  | 11   | 1.1  | 2    |      |      |      |      |
| 農村住民党         |      |      |      |      |      |      | 1.5  | 8    |      |      |      |      |
| 国民権利党         |      |      |      |      |      |      | 1.2  | 2    |      |      |      |      |
| CSVD               |      |      |      |      |      |      |      |      | 1.2  | 2    | 0.9  | 3    |
| 総議席             | 402  | 402  | 421  | 421  | 450  | 450  | 450  | 450  | 423  | 423  | 476  | 476  |
| 出典：Gonschior.de |      |      |      |      |      |      |      |      |      |      |      |      |

### プロイセン州議会議長
政党:
      ドイツ社会民主党
      国家社会主義ドイツ労働者党
| 肖像                                             | 肖像                                             | 名前                                             | 所属政党                                         | 在職期間                                         |
| 憲法制定議会(Landesversammlung)の議長(Präsident) | 憲法制定議会(Landesversammlung)の議長(Präsident) | 憲法制定議会(Landesversammlung)の議長(Präsident) | 憲法制定議会(Landesversammlung)の議長(Präsident) | 憲法制定議会(Landesversammlung)の議長(Präsident) |
| ------------------------------------------------ | ------------------------------------------------ | ------------------------------------------------ | ------------------------------------------------ | ------------------------------------------------ |
|                                                  |                                                  | ロベルト・リーネルト                             | ドイツ社会民主党                                 | 1919年–1921年                                    |
| 州議会(Landtag)の議長(Präsident)                 |                                                  |                                                  |                                                  |                                                  |
|                                                  |                                                  | ロベルト・リーネルト                             | ドイツ社会民主党                                 | 1921年–1924年                                    |
|                                                  |                                                  | フリードリヒ・バルテルス                         | ドイツ社会民主党                                 | 1924年–1928年                                    |
| 1928年–1931年                                    |                                                  | フリードリヒ・バルテルス                         | ドイツ社会民主党                                 |                                                  |
|                                                  |                                                  | エルンスト・ヴィットマック                       | ドイツ社会民主党                                 | 1931年–1932年                                    |
|                                                  |                                                  | ハンス・ケルル                                   | 国家社会主義ドイツ労働者党                       | 1932年–1933年                                    |
| 1933年                                           |                                                  | ハンス・ケルル                                   | 国家社会主義ドイツ労働者党                       |                                                  |